# MedRxiv
MedRxiv（发音为“Med-archive”，其中χ是希腊字母χ（kai），而不是拉丁字母X）是医学、临床和相关的健康科学领域的开放获取的预印本资料库，由冷泉港实验室、BMJ出版集团和耶鲁大学联合建立，服务器的托管与运营由冷泉港实验室负责。 

## 介绍
MedRxiv创立于2019年，致力于免费向读者提供的预印本论文。MedRxiv上提供的论文尚未经过同行評審，同时该站点指出，这些论文不应被考虑用于临床应用，也不应将其视为已建立的新闻报道。 
如果不把MedRxiv名称中的x看作希腊字母χ的话，就不能正确地读出这个名称。但是受限于印刷字库和传播需要，除了官方徽标外，大多数情况下这个名称中的χ被写为拉丁字母x。这样也带来了一个巧合，拉丁字母Rx的组合，一般可以认为有医疗处方的意义（符号“℞”）。 
MedRxiv，及其姐妹网站bioRxiv，已成为传播COVID-19相关研究的主要来源。

## 学科领域
| 麻醉   | 儿科学   | 呼吸医学       | 药理学与治疗学                 |
| 骨科   | 胃肠病   | 风湿病学       | 公共卫生                       |
| 护理   | 血液学   | 运动医学       | 放射学与影像学                 |
| 营养   | 外科学   | 医学教育       | 康复医学与理疗                 |
| 移植   | 毒理学   | 神经病学       | 艾滋病毒/艾滋病                |
| 皮肤科 | 成瘾医学 | 心血管医学     | 基因与基因组医学               |
| 肾脏病 | 急诊医学 | 卫生经济学     | 生殖健康                       |
| 法医学 | 流行病学 | 健康信息学     | 卫生系统与质量改进             |
| 妇产科 | 泌尿外科 | 医学伦理学     | 精神病学与临床心理学           |
| 肿瘤学 | 耳鼻喉科 | 过敏和免疫学   | 重症监护和危重护理医学         |
| 眼科学 | 姑息医学 | 初级保健研究   | 传染病(艾滋病毒/艾滋病除外)    |
| 止痛药 | 老年医学 | 牙科和口腔医学 | 内分泌学(包括糖尿病和代谢疾病) |
| 病理学 | 卫生政策 | 职业和环境卫生 |                                |